# Mustafa Chalil

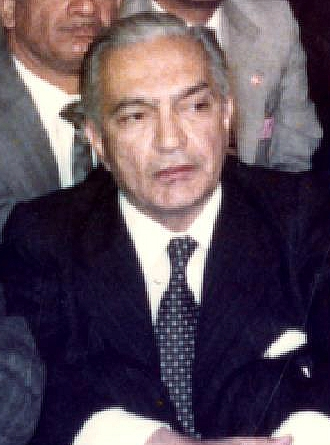
Mustafa Chalil

Mustafa Chalil, auch Moustapha Khalil (arabisch مصطفى خليل, DMG Muṣṭafā Ḫalīl; * 18. November 1920 in al-Qalyubiyya; † 7. Juni 2008 in Kairo), war ein ägyptischer Politiker.
Als Premierminister von Ägypten war Chalil von 1978 bis 1980 und als Außenminister von 1979 bis 1980 im Amt. Er war 1978 führend an der Ausarbeitung des Abkommens von Camp David beteiligt.
Als stellvertretender Vorsitzender der regierenden Nationaldemokratischen Partei trat Chalil im November 2007 zurück.